# Derkacze (województwo lubuskie)
Derkacze – wieś w Polsce położona w województwie lubuskim, w powiecie strzelecko-drezdeneckim, w gminie Dobiegniew nad jeziorem Słowie.
W latach 1975–1998 miejscowość administracyjnie należała do województwa gorzowskiego.